# 穆德德比哈尔
穆德德比哈尔（Muddebihal），是印度卡纳塔克邦Bijapur县的一个城镇。总人口28235（2001年）。

## 人口
该地2001年总人口28235人，其中男性14443人，女性13792人；0—6岁人口3996人，其中男2079人，女1917人；识字率66.95%，其中男性为75.16%，女性为58.35%。